# Teofòbia
La Teofòbia es defineix com una persistent, anormal i injustificada por als déus o a la religió. També es coneix com a Zeusofòbia. Els qui pateixen aquesta fòbia temen a Déu, o als déus –ja que inclou tant pràctiques monoteistes com politeistes- i a les pràctiques religioses en general.
Témer a Déu és comú entre els adults religiosos de distints cultes. No obstant això, existeix una diferència entre una por saludable (el que fa que aquests individus procurin portar una vida moral i èticament correcta, duent també a les pràctiques d'oració i meditació) i una por malaltissa (és en aquest cas que parlem de Teofòbia). Aquest últim pot dur a factors que afebleixen la vida quotidiana.
Els que la pateixen viuen en un constant estat mental d'ansietat i disturbi. Hi ha en ells una constant preocupació, en cada pensament i acció que realitzen, que Déu d'alguna manera intervindrà i els jutjarà adversament. Seguint la mateixa línia, els teofòbics també poden témer a la religió. Els costarà molt determinar quines creences religioses són certes i adequades, resultant això en més por i ansietat. D'aquesta manera, se senten incapaços d'assistir a l'església o a altres cerimònies religioses. Quan se sofreix de Teofòbia, els símptomes són els mateixos que en qualsevol altra fòbia, incloent sudoració, marejos, taquicàrdia, nàusees i viure en sensació de perill. Per a contrarestar aquestes complicacions, el teofòbic en general ha de ser exposat amb regularitat a l'escenari de la seva fòbia. Això significa, per a molts, que la teràpia comenci enmig d'un dilema moral o ètic, o fins i tot simplement asseient-se en l'església. Degut al fet que el desenvolupament de la Teofòbia està sovint vinculat amb un esdeveniment traumàtic en el passat, un que va involucrar a Déu o la religió, la recuperació d'aquesta fòbia és un procés progressiu que pot dur diverses setmanes o mesos.